# Adrienne Martelli
Adrienne Elizabeth Martelli (Glendale, 3 de dezembro de 1987) é uma remadora norte-americana, medalhista olímpica.

## Carreira
Martelli competiu nos Jogos Olímpicos de 2012, em Londres, onde ganhou a medalha de bronze no skiff quádruplo junto com Megan Kalmoe, Natalie Dell e Kara Kohler. Voltou a representar os Estados Unidos quatro anos depois, nos Jogos Olímpicos do Rio de Janeiro, mas dessa vez ficou fora do pódio na mesma prova com a quinta colocação geral.